# 684 г. пр.н.е.

## Събития

### В Европа
- В Гърция се провеждат 24-те Олимпийски игри. Победител в дисциплината бягане на разстояние един стадий става Клеоптомен от Лакония.[1]

### В Западна Азия

#### В Асирия
- Цар на Асирия е Сенахериб (705 – 681 пр.н.е.).[2]

##### В Юдея
- Манасия (687 (или 697)-642 пр.н.е.) е цар на Юдея. Той управлява като васал на Асирия.[3]

#### В Елам
- Цар на Елам e Хума-Халдаш I (689/8 – 681 г. пр.н.е.).[4]

### В Африка

#### В Египет
- Фараон на Египет е Тахарка (690 – 664 г. пр.н.е.).[5]